# Krzyż Świętego Jerzego (Imperium Rosyjskie)
Krzyż Świętego Jerzego, do 1913 Odznaka Honorowa Orderu Wojennego (ros. Зна́к отли́чия Вое́нного О́рдена, pot. Георгиевский крест) – carskie rosyjskie wojskowe odznaczenie ustanowione w 1807 dla szeregowych żołnierzy i podoficerów armii rosyjskiej za męstwo i odwagę w trakcie bezpośredniej walki z nieprzyjacielem. Został zniesiony w 1917.
Wśród żołnierzy nazywany był: Orderem Świętego Jerzego V klasy, żołnierskim Krzyżem Jerzego, ewt. Krzyżem św. Jerzego (Gieorgijewski Kriest – od 1913 nazwa oficjalna) i żołnierzem Jerzego.
Krzyż ten został odnowiony pod tą samą nazwą w Federacji Rosyjskiej w 1992.

## Historia
Krzyż został ustanowiony 25 lutego 1807 dekretem cesarza Aleksandra I w celu nagradzania "nieustraszonych aktów odwagi prostego rosyjskiego żołnierza" Medal noszony był na tego samego koloru wstążce jak Order św. Jerzego.
Odznakę podzielono na cztery stopnie:
- I stopnia – wykonany ze złota na wstążce z kokardą,
- II stopnia – wykonany ze złota,
- III stopnia – wykonany ze srebra na wstążce z kokardą,
- IV stopnia – wykonany ze srebra.

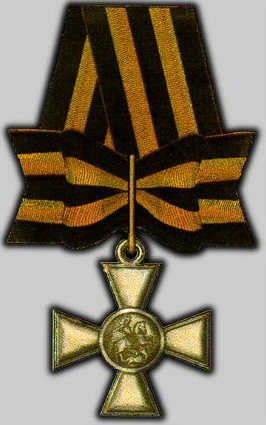
I stopień
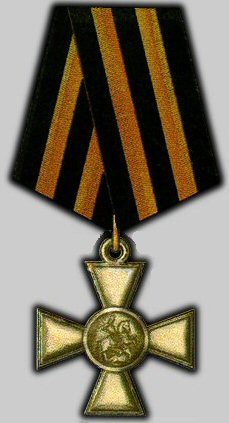
II stopień
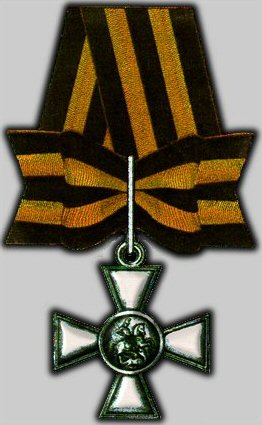
III stopień
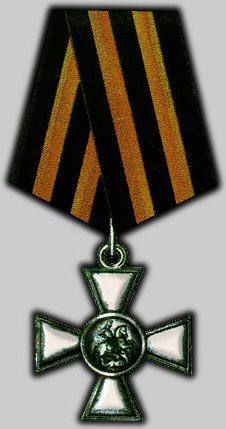
IV stopień

Pierwszym nagrodzonym został podoficer Kawalergradzkiego pułku – Jegor Iwanowicz Mitrochin za zasługi w bitwie pod Frydlandem 2 czerwca tego samego roku.
Kolejnymi kawalerami pierwszych krzyży byli:
- № 2 – podoficer W. Michajłow
- № 3 – podporucznik Wasilij Bierozkin (za bitwę pod Morągiem)
- № 4 – szeregowy N. Kliemientiew
- № 5 – szeregowy P. Triechałow
- № 6 – szeregowy S. Rodionow[2]

W dekrecie o ustanowieniu nie podano, ile ma mieć stopni ani ile razy może być nadawany. Ponadto, w odróżnieniu od oryginalnego Orderu św. Jerzego, nie był pokryty emalią, a wykonany ze srebra 875 próby. 15 lipca 1808 roku ukazem cesarza postanowiono, że przyznawanie krzyża będzie leżało tylko i wyłącznie w gestii imperatora.
Od stycznia 1809 prowadzony jest spis imienny nagrodzonych i numeracja krzyży. Z rozpoczęciem Wojny Ojczyźnianej 1812 roku mennica wybiła 16833 krzyże. W kilku następnych latach przyznano następujące liczby krzyży:
- 1812 – 6783 nagrodzonych;
- 1813 – 8611 nagrodzonych;
- 1814 – 9345 nagrodzonych;
- 1815 – 3983 nagrodzonych;
- 1816 – 2682 nagrodzonych;
- 1817 – 659 nagrodzonych;
- 1818 – 328 nagrodzonych;
- 1819 – 189 nagrodzonych.

W 1833 rozporządzenie o krzyżu zostało włączone do rozporządzenia o Orderze św. Jerzego.
Od 19 marca 1856, dekretem cesarza Aleksandra II, wprowadzono czterostopniowy podział odznaczenia i oficjalnie uściślono jego wygląd. Ustalono, że odznaczenie w formie krzyża kawalerskiego będzie noszone po prawej stronie klatki piersiowej na wstążce Orderu św. Jerzego. Na awersie będzie miał wizerunek świętego Jerzego zabijającego smoka. Na rewersie inicjał obecnego cesarza panującego i na rogach: numer stopnia i numer seryjny przyznanego odznaczenia. Ustalono również, że stopnie 3 i 4 będą srebrne, a 1 i 2 pozłacane.
W 1913 roku ustalono nowy statut, w którym odznaczenie oficjalnie nazwano Krzyżem św. Jerzego (dosł. Krzyżem Jerzego – Gieorgijewskij Kriest). Od tego czasu również 1 i 2 stopień nie był już pozłacany, ale złoty. Wprowadzono również specjalny typ odznaczenia dla niechrześcijan służących w armii rosyjskiej, gdzie św. Jerzego zastępował dwugłowy orzeł.
Z początkiem 1915 roku w związku z trudnościami wojennymi medale 1 i 2 stopnia bito ze złota pomniejszonej próby. Taki medal zawierał:60% złota, 39,5% srebra i pół procentu miedzi.
W latach 1914–17 przyznano następującą liczbę krzyży:
- I stopnia – ok. 33 tysiące
- II stopnia – ok. 65 tysięcy
- III stopnia – ok. 289 tysięcy
- IV stopnia – ok. 1 miliona 200 tysięcy

W celu oznaczenia 1 miliona w numeracji na medalu pisano 1/M, a potem resztę cyfr. 10 września 1916 roku nakazem Rady Ministrów zaprzestano używać złota i srebra do produkcji krzyży a zamiast tego używano białego i żółtego metalu. W oficjalnej numeracji oznaczano je symbolami БМ (bielyj mietal) i ЖМ (żoltyj mietal).
Rozkazem Rządu Tymczasowego z 24 czerwca 1917 roku dopuszczono nadawanie Krzyża wyróżniającym się w walce oficerom przez zebrania żołnierskie, jako szczególny znak uhonorowania. Krzyże takie miały dodatek w postaci gałązki palmowej z metalu koloru krzyża, zapinanego na wstążce (dla odróżnienia od ewentualnych Krzyży uzyskanych przed nominacją oficerską). Krzyż taki noszono powyżej wszystkich innych orderów, z wyjątkiem Orderu św. Jerzego.
Krzyż został zniesiony wraz z innymi imperialnymi odznaczeniami po rewolucji październikowej w grudniu 1917 roku.

## Krzyż św. Jerzego w ZSRR
Zakazane było noszenie krzyża przez czerwonoarmistów, którzy takie odznaczenia zdobyli służąc w carskiej armii. Medal wrócił jednak do łask wraz z początkiem wielkiej wojny ojczyźnianej w 1941, gdzie honorowany był na równi z innymi medalami. 8 listopada 1943 roku Rada Najwyższa ZSRR powołała zamiennik tego krzyża w postaci Orderu Sławy, który na pamiątkę poprzedniego był również na wstążce krzyża św. Jerzego.

## Odznaczeni
W XIX wieku nagrodzono m.in.
- słynna „dziewica-kawalerzystka” Nadieżda Durowa (1807) za uratowanie życia oficera w bitwie pod Guttstadt
- pruska podoficer Sophia Dorotea Frederika Kruger[6] za dzielność w bitwie pod Dennewitz w 1813
- przyszli dekabryści: podporucznicy Siergiej Murawjow-Apostoł i Iwan Jakuszkin za męstwo i odwagę w bitwie pod Borodino

Wśród najbardziej znanych w czasie I wojny światowej i wojny domowej w Rosji osób nagrodzonych krzyżami byli: kozak Kuźma Kriuczkow i chłop Wasilij Czapajew oraz Marija Boczkariowa.
Kawalerami byli także późniejsi dowódcy Armii Czerwonej: Iwan Tiuleniew, Kuźma Trubinkow i Siemion Budionny.
Krzyże otrzymali również późniejsi marszałkowie ZSRR: podoficer Gieorgij Żukow, szeregowy Rodion Malinowskij i młodszy podoficer Konstanty Rokossowski.